# Boniface Peruzzi
Boniface Peruzzi, de la famille Peruzzi, originaire de Florence, est un prélat franco-italien, évêque de Lescar au XVe siècle. Il est fils de François Peruzzi, consul d'Avignon, et Hélène de Bisqueriis.

## Biographie
Boniface Peruzzi est évêque de Lescar à partir de 1495. En 1496 il fait imprimer le  missel pour son diocèse.